# Caesarea (Mossad-Sondereinheit)
Caesarea war der Name einer Sondereinheit des israelischen Geheimdienstes Mossad, die mit der extralegalen Hinrichtung der Geiselnehmer und Hintermänner des Münchner Olympia-Attentat im Jahr 1972 beauftragt war. Caesarea gelang es, über 20 so genannte Zielpersonen (mutmaßliche Verantwortliche für das Attentat) zu töten, wobei umstritten ist, inwieweit diese tatsächlich verantwortlich waren. Erster Kommandeur der Spezialeinheit war der spätere Ministerpräsident und höchstdekorierte Soldat der IDF Ehud Barak. Caesarea hat mutmaßlich noch in den 1990er Jahren Exekutionen durchgeführt und stellte diese offiziell erst 1994 mit der Unterzeichnung des ersten Oslo-Abkommens ein.
Bei den Aktionen kamen auch Unschuldige zu Tode. So wurde am 21. Juli 1973 Ahmed Bouchiki in Lillehammer ermordet, weil man ihn mit dem gesuchten Ali Hassan Salameh verwechselt hatte. Bei der späteren Liquidierung von Salameh durch eine Autobombe in Beirut wurden vier seiner Leibwächter und vier unbeteiligte Passanten getötet. Ob von den drei Attentätern, die die missglückte Befreiungsaktion der deutschen Polizei während des Olympia-Attentats überlebten und kurz nach ihrer Festnahme durch die Entführung des Lufthansa-Fluges 615 freigepresst wurden, einer von Caesarea liquidiert wurde, ist unklar.
Die von Caesarea durchgeführten Operationen wurden öffentlich auch unter den nicht vom Mossad vergebenen Namen Operation Wrath of God (hebräisch מבצע זעם האל Mivtza Za'am Ha'el – Zorn Gottes) bzw. Operation Bayonet (Bajonett) diskutiert. Die Sondereinheit Caesarea wurde später als Abteilung Kidon reorganisiert.

## Auftrag
Offizielles Ziel der Operationen war zum einen die Satisfaktion der Hinterbliebenen, die nach Liquidationen häufig mit anonymen Telefonanrufen aufgefordert wurden, sich die Nachrichten anzuhören, in denen sie dann von der Tötung eines Attentats-Verantwortlichen erfuhren. Darüber hinaus wird von israelischen Offiziellen immer wieder die beabsichtigte Abschreckung betont. Offensichtlich ist, dass die Vergeltungsaktionen auch zur Bewältigung der Traumatisierung der israelischen Bevölkerung und zur Wiederherstellung eines Sicherheitsgefühls dienen sollten.
Zunächst wurde eine Liste aller direkt und indirekt an dem Olympia-Attentat Beteiligten aufgestellt. Dies gelang mit von befreundeten europäischen Geheimdiensten gelieferten Informationen. Von der ersten Liste sind bis heute 14 Personen bekannt geworden, allerdings wird davon ausgegangen, dass die endgültige Liste der Zielpersonen 20 bis 35 Mitglieder des Schwarzen Septembers und der PLO umfasste.

## Organisation
Die Aufstellung und Bevollmächtigung von Caesarea erfolgte durch das Sicherheitskabinett unter Premierministerin Golda Meir im Herbst 1972. Aufbau und Leitung der Einheit übernahm Michael „Mike“ Harari. Der harte Kern umfasste vermutlich etwa 15 Agenten in fünf Teams, die mit verschiedenen Aufgaben befasst waren (die Teamnamen sind Buchstaben des hebräischen Alphabets):
- „Aleph“ bestand aus zwei professionellen Killern
- „Bet“ waren zwei Agenten zum Decken der Alephs
- „Heth“ bildeten zwei Agenten, die die logistische Organisation vor Ort, wie das Buchen von Hotels, Wohnungen, Mietwagen usw., übernehmen sollten
- „Ayin“ umfasste zwischen sechs und acht Agenten, die das Rückgrat der Operation bildeten, indem sie Zielpersonen beschatteten, Fluchtrouten vorbereiteten usw.
- „Qoph“ bestand schließlich aus zwei Kommunikationsspezialisten[7]

Laut anderen Quellen soll Harari drei Caesarea-Teams von jeweils zwölf Agenten befehligt haben, die jeweils in Logistik-, Überwachungs- und Liquidierungsgruppen unterteilt waren.
Die einzelnen Tötungen sollen direkt von Golda Meir autorisiert worden sein. Angeblich haben im israelischen Kabinett „Gerichtsverhandlungen“ über die zu Liquidierenden stattgefunden. Möglicherweise wurden aber auch nicht alle Aktionen im direkten Auftrag der israelischen Regierung durchgeführt.

## Operationen

### 16. Oktober 1972 – Attentat an Abdel Wael Zwaiter
Bei der ersten Aktion von Caesarea wurde am 16. Oktober 1972 der Palästinenser Abdel Wael Zwaiter in Rom von zwei Mossad-Agenten in der Lobby seines Wohnhauses mit zwölf Schüssen getötet. Zwaiter war zu diesem Zeitpunkt der offizielle Repräsentant der PLO in Italien. Während Italien inoffiziell behauptete, er sei als Mitglied des Schwarzen Septembers an der misslungenen Entführung eines El-Al-Flugzeuges beteiligt gewesen, wurde dies von der PLO bestritten. Abu Iyad, der stellvertretende PLO-Chef, behauptete hingegen, Zwaiter habe Terrorismus „energisch“ verurteilt.

### 8. Dezember 1972 – Attentat an Mahmoud Hamshari
Der zweite Anschlag von Caesarea galt am 8. Dezember 1972 dem PLO-Repräsentanten in Frankreich, Dr. Mahmoud Hamshari. Ein sich als Journalist ausgebender Agent verschaffte einem Team Zugang zu Hamsharis Wohnung, in der eine Bombe unter dem Tischtelefon installiert wurde. Der „Journalist“ versicherte sich mit einem Anruf der Anwesenheit von Hamshari, woraufhin ein Zündsignal durchs Telefon gesendet wurde. Hamshari starb nicht sofort, erlag aber innerhalb eines Monats seinen Verletzungen. Anlass für seine Liquidierung war, dass Israel ihn für den Leiter des Schwarzen Septembers in Frankreich hielt.

### 24. Januar 1973 – Attentat an Hussein Al Bashir
Am Abend des 24. Januar 1973 wurde Hussein Al Bashir (Hussein Abad Al Chir), der Fatah-Repräsentant in Zypern, in seinem Hotelzimmer in Nikosia durch eine von Caesarea ferngezündete Bombe getötet. Israel hielt ihn für den Kopf des Schwarzen Septembers in Zypern. Grund für seine Liquidierung waren allerdings möglicherweise auch seine engen Verbindungen zum KGB.

### 6. April 1973 – Attentat an Basil Al-Kubaissi
Dr. Basil Al-Kubaissi, Professor für Rechtswissenschaft an der Amerikanischen Universität von Beirut, wurde am 6. April 1973 von zwei Caesarea-Mitgliedern bei der Rückkehr vom Abendessen in Paris mit zwölf Schüssen getötet. Er wurde von Israel verdächtigt, den Schwarzen September bei der Waffenbeschaffung zu unterstützen und an anderen Palästinenser-Aktionen beteiligt gewesen zu sein.

### 9. April 1973 – Operation Frühling der Jugend (Muhammad Youssef Al-Najjar, Kamal Adwan, Kamal Nasser)
Da eine Reihe von Zielpersonen der Liquidations-Liste in gut gesicherten Häusern im Libanon wohnten und somit mit den bisherigen Anschlags-Methoden nicht zu erreichen waren, startete Caesarea die Operation Frühling der Jugend (Operation Spring of Youth). In der Nacht vom 9. auf den 10. April 1973 drangen Sajeret-Matkal-Kommandos, ein Team Fallschirmjäger und eins der Shayetet 13, der israelischen Kommando-Kampfschwimmer, nach Beirut und Sidon ein. Dort töteten sie einige hochrangige Mitglieder der PLO und des Schwarzen Septembers, u. a. Muhammad Youssef Al-Najjar (Abu Youssef), den Führungsoffizier des Schwarzer September und PLO-Offiziellen, Kamal Adwan, einen Führungs- und Geheimdienstoffizier des Schwarzer September und Leiter aller Terroroperationen auf israelischen Staatsgebiet, sowie Kamal Nasser, den PLO-Sprecher. Youssef und seine Frau wurden in ihrem Badezimmer durch Gewehrfeuer getötet, als ein Kommando ihre Beiruter Wohnung stürmte.

### 11. April 1973 – Anschläge auf Zaiad Muchasi, Abdel Hamid Shibi und Abdel Hadi Nakaa
Der Operation in Libanon folgten schnell drei weitere Anschläge in Athen und Rom. Zaiad Muchasi, der Nachfolger von Hussein Al Bashir in Zypern, wurde in seinem Athener Hotel mit einer Brandbombe getötet. Zwei nachrangige Mitglieder des Schwarzen Septembers, Abdel Hamid Shibi und Abdel Hadi Nakaa, wurden in ihrem Fahrzeug in Rom verletzt.

### 28. Juni 1973 – Attentat an Mohammed Boudia
Später verfolgte Caesarea die Spur von Mohammed Boudia, dem in Algerien geborenen Einsatz-Direktor des Schwarzen Septembers in Frankreich. Er starb am 28. Juni 1973 durch eine vom Mossad unter dem Sitz seines Wagens platzierte Anti-Personen-Mine, deren Wirkung durch Schrauben und Muttern verstärkt war.

### 21. Juli 1973 – Die Lillehammer-Affäre
Offensichtlich durch die bisherigen Erfolge nachlässig geworden, versuchte Caesarea am 21. Juli 1973 den vermeintlich in Lillehammer aufgespürten Ali Hassan Salameh ohne ausreichende Überprüfung der Identität zu liquidieren. Dadurch wurde irrtümlich der Salameh leicht ähnlich sehende marokkanische Kellner Ahmed Bouchiki ermordet. Sechs Mitglieder des mindestens neunköpfigen Tötungs-Kommandos wurden verhaftet, der Rest, darunter die Todesschützen sowie der Einsatzleiter, konnten unentdeckt fliehen. Im Prozess wurden fünf Agenten wegen Mordes zu Haftstrafen zwischen zwei und fünfeinhalb Jahren verurteilt, einer wurde freigesprochen. Norwegen hatte die auf Unterlassung der Strafverfolgung gerichtete Interventionen Israels zurückgewiesen. Die Strafen blieben allerdings weit unter den in Norwegen üblichen Mindeststrafen und hatten wegen großzügiger Freigangsregelungen kaum praktische Bedeutung. Darüber hinaus wurden die Agenten 1975 entlassen und nach Israel abgeschoben. Ein Auslieferungsersuchen Norwegens für den Einsatzleiter Harari wurde von Israel erwartungsgemäß abgelehnt. Auf Grund der internationalen Entrüstung über die Affäre sah sich Golda Meir gezwungen, offiziell die Anweisung zum Aussetzen der Liquidationen zu geben.

### 22. Januar 1979 – Attentat auf Ali Hassan Salameh („Roter Prinz“)
Nach fünfjähriger Unterbrechung wurden die Liquidationen unter Premierminister Menachem Begin wieder aufgenommen. Vorrangig wurde die Verfolgung von Ali Hassan Salameh fortgesetzt, der als sog. „Roter Prinz“ als Leiter des Schwarzen Septembers Force 17 galt und als Planer des Olympia-Attentates angesehen wurde. Der Mossad vollzog Salamehs Bewegungen nach und lokalisierte ihn im Spätherbst 1978 in Beirut. Die in London geborene Erika Maria Chambers wurde 1973 während ihres Studiums in Tel Aviv vom Mossad angeworben, ausgebildet und von Michael Harari persönlich auf Salameh angesetzt. Sie reiste mit ihrem britischen Pass 1978 nach Beirut, mietete dort eine Wohnung in der Rue Verdun, einer von Salameh häufig benutzen Straße, und suchte seine Gesellschaft. Ihr gelangen die Kontaktaufnahme und die Ausforschung seines Bewegungsprofils und seiner täglichen Gewohnheiten. Einige weitere Agenten wurden unter Decknamen nach Beirut nachgeführt, darunter Peter Scriver und Ronald Kolberg.
Mit Hilfe der von Erika Chambers gewonnenen Information wurde im Januar 1979 ein VW-Fahrzeug mit Plastiksprengstoff präpariert und in Sichtweite ihrer Wohnung in der Rue Verdun platziert. Um 15:35 Uhr befuhr Salameh, begleitet von vier Leibwächtern, in einem Chevrolet Station Wagon die Straße, als die Autobombe ferngezündet wurde. Es starben alle Insassen sowie einige Passanten, darunter eine deutsche Nonne und ein englischer Student – manche Quellen sprechen von vier getöteten Passanten, die ZDF-Dokumentation Der Olympia-Mord sogar von einem Dutzend. Die erfolgreiche Liquidation von Salameh war mindestens der fünfte Mossad-Anschlag auf ihn.

### 27. Juni 1981 – Fehlgeschlagenes Attentat auf Abu Daoud
Abu Daoud, ein Kommandeur der Gruppe Schwarzer September, der sich offen dazu bekannte, an der Planung des Olympia-Attentates mitgearbeitet zu haben, wurde am 27. Juni 1981 in der Lobby des Warschauer Hotels Victoria niedergeschossen, überlebte aber trotz schwerer Verletzungen. Er behauptete, dass der Mossad hinter dem Anschlag stecke. Möglicherweise ist aber auch eine Splittergruppe der PLO dafür verantwortlich.

### Weitere Caesarea zugeordnete Liquidationen
Eine ganze Reihe von Liquidationen oder Liquidationsversuchen wurden Caesarea zugeordnet, bei denen allerdings nicht sicher ist, ob sie tatsächlich vom Mossad ausgeführt wurden.
- Am 27. Juli 1979 wurde in Cannes Zuheir Mohsen, der militärische Chef der PLO, kurz nach dem Verlassen des Casinos niedergeschossen. Neben dem Mossad wurden andere Palästinenser und Ägypten dafür verantwortlich gemacht.[15]
- Am 8. Juni 1992 wurde der Geheimdienstchef der PLO Atef Bseiso von zwei Killern mit schallgedämpften Waffen erschossen. Klein und die PLO beschuldigen den Mossad, andererseits gibt es Hinweise,[16] dass die Abu-Nidal-Organisation hinter dem Attentat steckt.[17]

### Umstrittene Erfolge bei der Verfolgung der Münchner Attentäter
Drei der acht Münchner Attentäter hatten den Geisel-Befreiungsversuch der deutschen Polizei in Fürstenfeldbruck überlebt: Jamal Al-Gashey, Adnan Al-Gashey und Mohammed Safady. Sie wurden zwar verhaftet, allerdings wenige Wochen später gegen Passagiere und Besatzung der entführten Lufthansa-Maschine „Kiel“ ausgetauscht.
Angeblich wurden sowohl Adnan Al-Gashey als auch Mohammed Safady einige Jahre nach dem Olympia-Attentat getötet. Al-Gashey soll aufgespürt worden sein, als er mit einer Cousine in einem Golf-Staat Kontakt aufnahm. Dies wird allerdings von Aaron Klein bestritten, der behauptet, Adnan sei in den 1970ern an Herzversagen, also eines natürlichen Todes, gestorben. Die bisher totgeglaubten Attentäter Mohammed Safady und Jamal Al-Gashey wurden im Jahr 2022 für die ARD-Dokumentation Tod und Spiele – München ’72 interviewt.

### Beabsichtigte, aber nicht ausgeführte Tötung von Abu Iyad
Die Tötung von Abu Iyad war offensichtlich beabsichtigt, gelang aber nie. Er wurde schließlich im Auftrag seines PLO-Konkurrenten Abu Daoud ermordet.

### Weitere Aktionen
Neben den Morden unternahm Caesarea eine Vielzahl weiterer Maßnahmen zur Vergeltung des Olympia-Attentats und zur Abschreckung zukünftiger Terroristen. Bereits Ostrovsky behauptete, dass dies Methoden der psychologischen Kriegführung umfasste, was ein in der Dokumentation „Der Olympia-Mord“ auftretender israelischer Agent 2006 bestätigte. Unter anderem wurden Todesanzeigen von noch lebenden Terroristen geschaltet und der Presse und Staatsorganen detaillierte Informationen über einzelne – teilweise vermeintliche – Aktivisten zugespielt. In Deutschland löste dies die größte Ausweisungswelle von Arabern in der Geschichte der Bundesrepublik aus. Der damals dafür zuständige Ministerialreferent und spätere Außenminister Klaus Kinkel bestätigte, dass dabei auch Unbeteiligte bzw. Unschuldige nach nicht ganz rechtsstaatlichen Maßstäben ausgewiesen wurden. Laut Reeve sollen niederrangige Palästinenser-Aktivisten durch Anrufe eingeschüchtert worden sein. Gegen Palästinenser-Vertreter wurden eine Reihe von Briefbombenattentaten in ganz Europa durchgeführt. Laut Morris wurden bei diesen Anschlägen, wenngleich sie nicht tödlich waren, doch Menschen verletzt, so in Algerien und Libyen, ferner palästinensische Studenten in Bonn und Kopenhagen sowie ein Vertreter des Roten Kreuzes in Stockholm. Klein berichtet von einem misslungenen Anschlag auf zwei Palästinenser in Kairo, bei dem eine Bombe nicht funktioniert haben soll.

## Bekannte Mitglieder von Caesarea
- Dan Aerbel informierte die norwegische Regierung angeblich über Israels Atombombenprogramm.[24]
- Dietmar „Dani“ Claudeaux, ein Deutscher mit französischen Wurzeln, wurde von den französischen Behörden verdächtigt, an der Erschießung von Dr. Basil Al-Kubaissi in Paris beteiligt gewesen zu sein. Claudeaux soll der Schütze gewesen sein.[25] Angeblich, nach Tinnin, war es auch Claudeaux, der Fathi Schakaki 1995 in Malta erschoss.[25]

## Filmische Verarbeitung
Fiktional
- Gesetz des Terrors (Sword of Gideon, 1986)
- In seinem 2005 erschienenen Spielfilm München erzählt Steven Spielberg die Geschichte einer Mossad-Einheit, die zur Vergeltung des Olympia-Attentates in Europa eine Reihe von Liquidationen durchführt. Obwohl Spielberg selbst den Film als letztlich „fiktional“ und nur von den Handlungen der echten Caesarea-Einheit „inspiriert“ bezeichnet, ist der Plot nicht unproblematisch, weil er Fakten und Erfundenes ohne klare Abgrenzung vermischt. So sind die Daten des Olympia-Attentates durchaus realistisch und zum Beispiel die gezeigten Personen Golda Meir (Premierministerin) und Tzwi Zamir (Mossad-Chef) historisch, ebenso kommen die gezeigten Abläufe der Anschläge in Paris, Nikosia und Beirut der Wirklichkeit nahe. Der Film benutzt auch Yuval Avivs Pseudonym Avner. Andererseits sind die Charaktere der im Film gezeigten Agenten frei erfunden, die Einheit besteht im Unterschied zur Realität aus nur fünf Agenten, die alle Anschläge selbst durchführen. Die Vermischung birgt die Gefahr, dass Erfundenes für real gehalten wird. Ebenso wurde der Film dafür kritisiert, dass er die Exekution des unbeteiligten Unschuldigen, Ahmed Bouchiki, im Rahmen der sogenannten Lillehammer-Affäre ausspart.

Dokumentarisch
- Die Dokumentation Der Olympia-Mord des ZDF aus dem Jahr 2005 rekonstruiert sowohl die Vorgänge um das Olympia-Attentat inklusive des missglückten Befreiungsversuchs der deutschen Sicherheitsorgane als auch die seitens Israel unternommenen Vergeltungsaktionen einschließlich der Lillehammer-Affäre ausführlich.

## Anmerkung
1. ↑  Ehemalige Mossad-Agenten habe anonym ausgesagt, dass es bis zur Unterzeichnung des ersten Oslo-Abkommens keinen Grund gegeben hätte, die Vergeltungsmaßnahmen einzustellen.
2. ↑  Reeve/Ostrovsky: Reeve behauptet, dass Geheimdienstquellen von 20 endgültigen Personenzielen sprechen (Reeve, S. 162), während Ostrovsky diese Zahl mit 35 angibt (Ostrovsky, S. 179).